# Книга Евы (фильм)
Кни́га Е́вы — фильм 2002 года с участием Клэр Блум и Даниэля Лавуа, по одноименному роману канадской писательницы Констанс Бересфорд-Хау.

## Сюжет
В свой 65-й день рождения Ева понимает, что хочет от жизни большего. После сорока лет совместной жизни с ворчащим и неблагодарным мужем, она решает резко изменить свою жизнь богатой домохозяйки и уходит из дома. Ева снимает квартиру и впервые живёт одна. Вновь обретенная независимость, придает ей манящую привлекательность, которую её сосед нашёл весьма возбуждающей. Джонни — румынский иммигрант, на 20 лет моложе Евы. Он разжигает в ней страсть и помогает заново, с обаянием и юмором, познать радость жизни.

## Актёрский состав
- Ева Смолвуд — Клэр Блум
- Джонни Бранкузи — Даниэль Лавуа
- Мэй — Сюзанна Йорк
- Барт Смолвуд — Джулиан Гловер
- Мадам Плант — Анжель Кутю
- Нил Смолвуд — Пол Херцберг
- Ким — Фанни Ла Круа
- Таксист — Люк Мервиль,
- Соседка — Мари-Жо Терио.